# Milolii
Milolii es un área no incorporada ubicada en el condado de Hawái en el estado estadounidense de Hawái.

## Geografía
Milolii se encuentra ubicado en las coordenadas 19°11′10″N 155°54′26″O / 19.18611, -155.90722.